# Сельское поселение Олюшинское

Объединение сельских поселений в 2015 году

Сельское поселение Олюшинское — упразднённое сельское поселение в составе Верховажского района Вологодской области.
Центр — деревня Средняя.
Образовано 1 января 2006 года в соответствии с Федеральным законом № 131 «Об общих принципах организации местного самоуправления в Российской Федерации».
В состав сельского поселения вошёл Олюшинский сельсовет.
Законом Вологодской области от 25 июня 2015 года № 3693-ОЗ сельские поселения Верховское и Олюшинское были преобразованы путём их объединения в сельское поселение Верховское с административным центром в деревне Сметанино.
По данным переписи 2010 года население составляло 256 человек.

## География
Располагалось на западе района. Граничило:
- на севере с Морозовским сельским поселением,
- на востоке с Верховским сельским поселением,
- на юге с Чушевицким сельским поселением,
- на западе с Вожегодским районом.

## Населённые пункты
В 1999 году был утверждён список населённых пунктов Вологодской области. С тех пор состав Олюшинского сельсовета не изменялся.
В состав сельского поселения входило 8 населённых пунктов, в том числе
7 деревень,
1 село.
| Населённый пункт   | ОКАТО          | Рег. номер | Расстояние до районного центра, км | Расстояние до центра поселения, км | Координаты                      |
| ------------------ | -------------- | ---------- | ---------------------------------- | ---------------------------------- | ------------------------------- |
| деревня Боровская  | 19 216 832 002 | 1481       | 53                                 | 12                                 | 60°35′21″ с. ш. 41°25′41″ в. д. |
| деревня Ботыжная   | 19 216 832 003 | 1482       | 40,5                               | 0,5                                | 60°39′40″ с. ш. 41°32′08″ в. д. |
| деревня Дор        | 19 216 832 004 | 1483       | 40                                 | 1                                  | 60°39′14″ с. ш. 41°33′06″ в. д. |
| село Ереминское    | 19 216 832 005 | 1484       | 51                                 | 10                                 | 60°35′24″ с. ш. 41°26′43″ в. д. |
| деревня Лабазное   | 19 216 832 006 | 1485       | 42                                 | 1                                  | 60°40′20″ с. ш. 41°31′32″ в. д. |
| деревня Никольская | 19 216 832 007 | 1486       | 55                                 | 14                                 | 60°36′11″ с. ш. 41°23′52″ в. д. |
| деревня Слудная    | 19 216 832 008 | 1487       | 41,5                               | 0,5                                | 60°40′24″ с. ш. 41°32′09″ в. д. |
| деревня Средняя    | 19 216 832 001 | 1480       | 41                                 | —                                  | 60°40′06″ с. ш. 41°32′02″ в. д. |